# Middle Teton
Der Middle Teton ist mit einer Höhe von 3902 m nach Grand Teton und Mount Owen der dritthöchste Berg der Teton Range und des Grand-Teton-Nationalparks im Westen des US-Bundesstaates Wyoming.

## Lage
Der Middle Teton liegt im Teton County und ist Teil der Cathedral Group, einem Bergstock, der die höchsten Gipfel der Teton Range zwischen den Schluchten Cascade Canyon und Avalanche Canyon umfasst. Der Middle Teton liegt südwestlich des Grand Teton und ist mit ihm über einen Sattel verbunden, unterhalb welchem sich der Middle Teton Glacier befindet, der sich durch den Garnet Canyon und über die Wasserfälle Spalding Falls, Cleft Falls und Bannock Falls in den Bradley Lake entwässert. Der South Teton liegt südlich des Middle Teton, Teepe Pillar und Disappointment Peak nordöstlich. Er bildet einen Teil der typischen Bergkulisse der Teton Range, die von fast überall im Tal Jackson Hole zu sehen ist. 

## Besteigung
Die Erstbesteigung des Middle Teton erfolgte am 23. August 1923 durch Albert R. Ellingwood über die nach ihm benannte Ellingwood Couloir auf der Südseite des Berges. Noch am selben Tag gelang Ellingwood die Erstbesteigung des South Teton.
Die Route durch den Südwest-Couloir bietet heute den einfachsten Weg zum Gipfel und kann in einem Tag bewältigt werden. Andere Routen auf den Gipfel mit den Schwierigkeiten der Klasse 5.11 sind deutlich anspruchsvoller, wobei die Middle Teton Glacier Route als die technisch fortschrittlichste gilt. Die Erstbesteigung der Glacier Route erfolgte am 4. August 1944 durch Paul Bradt und Sterling Hendricks.

## Bilder

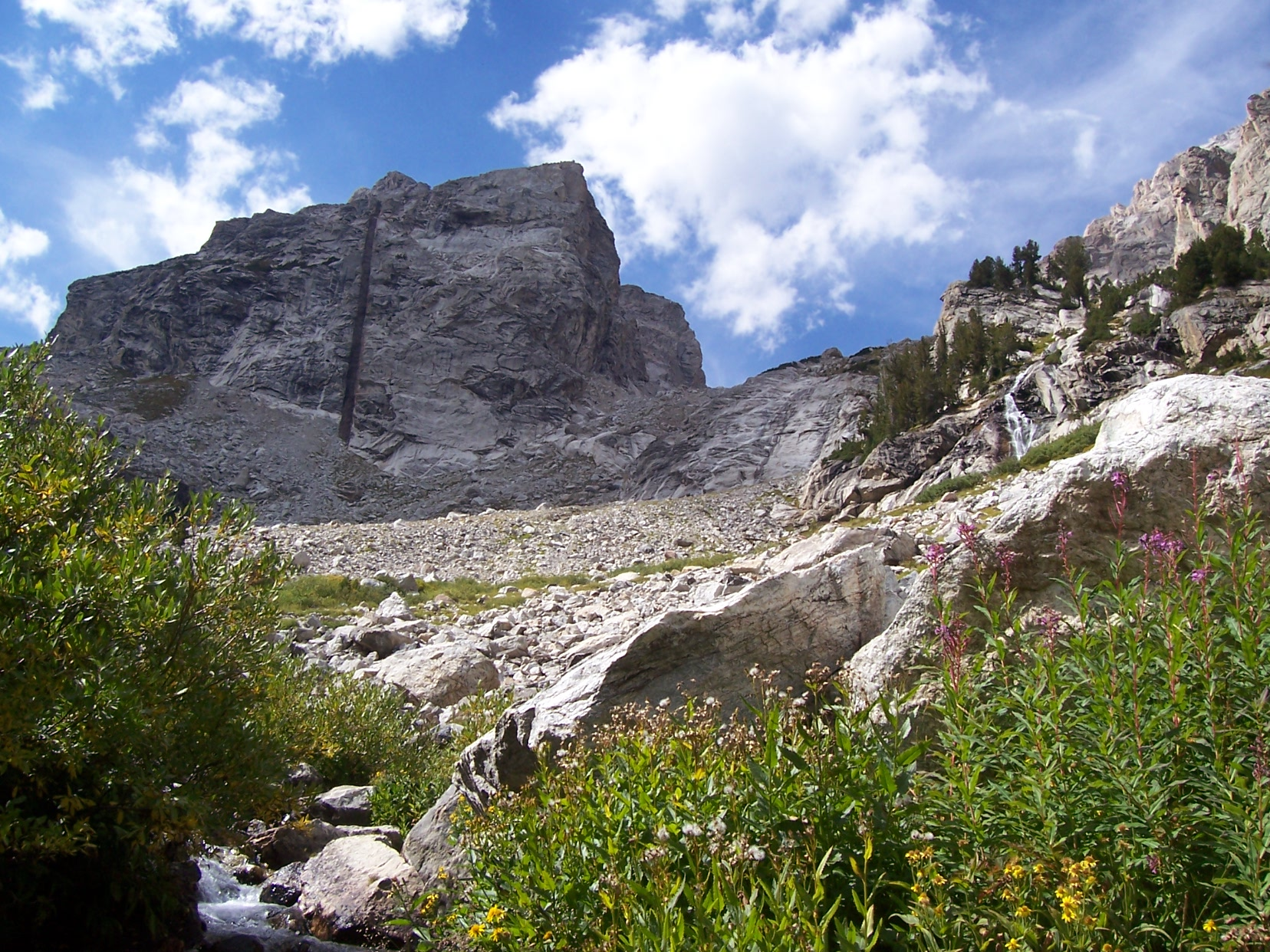
Der Middle Teton vom Garnet Canyon
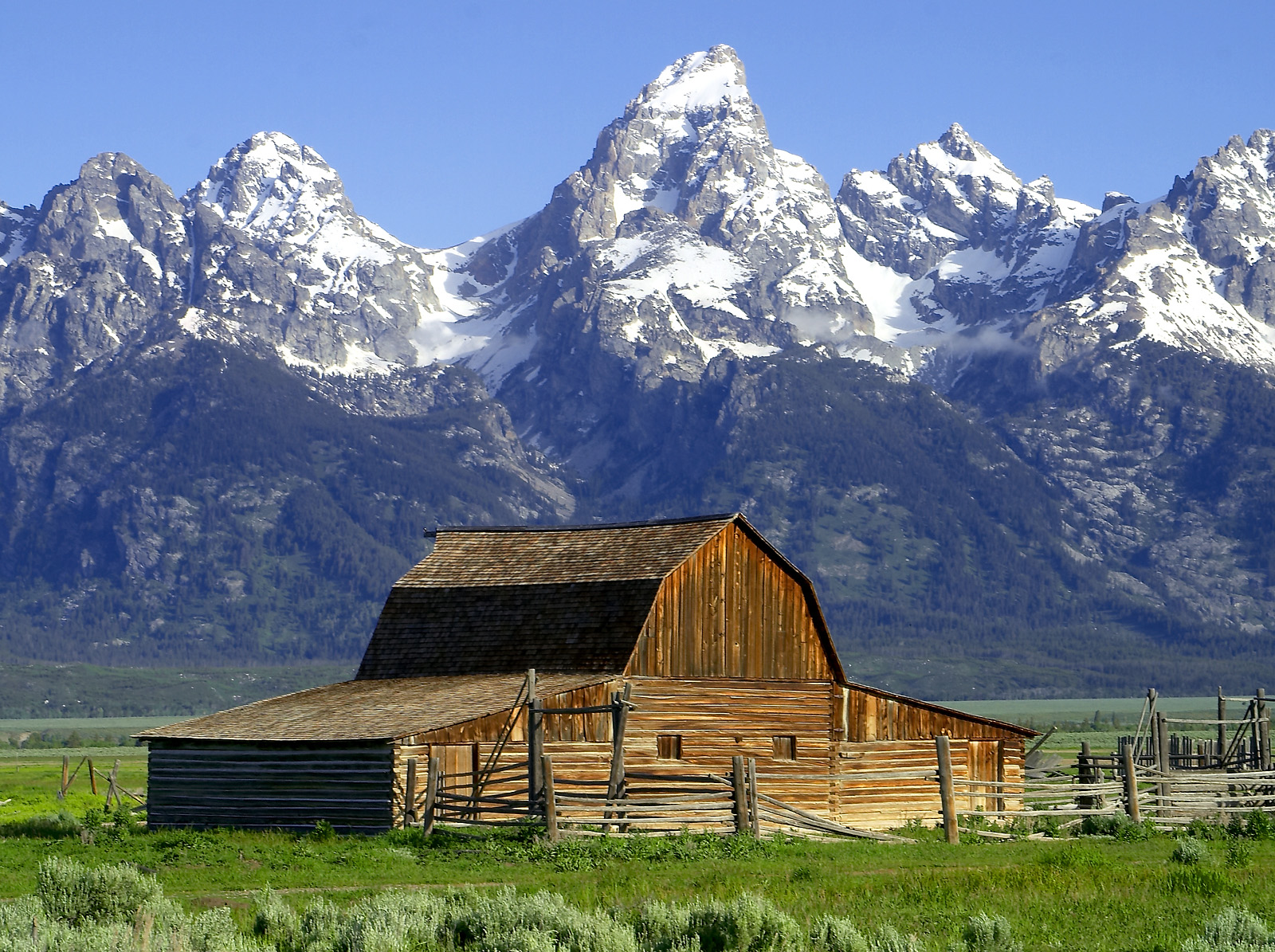
Von links nach rechts: Nez Perce Peak, Middle Teton, Grand Teton, Mount Owen und Teewinot Mountain
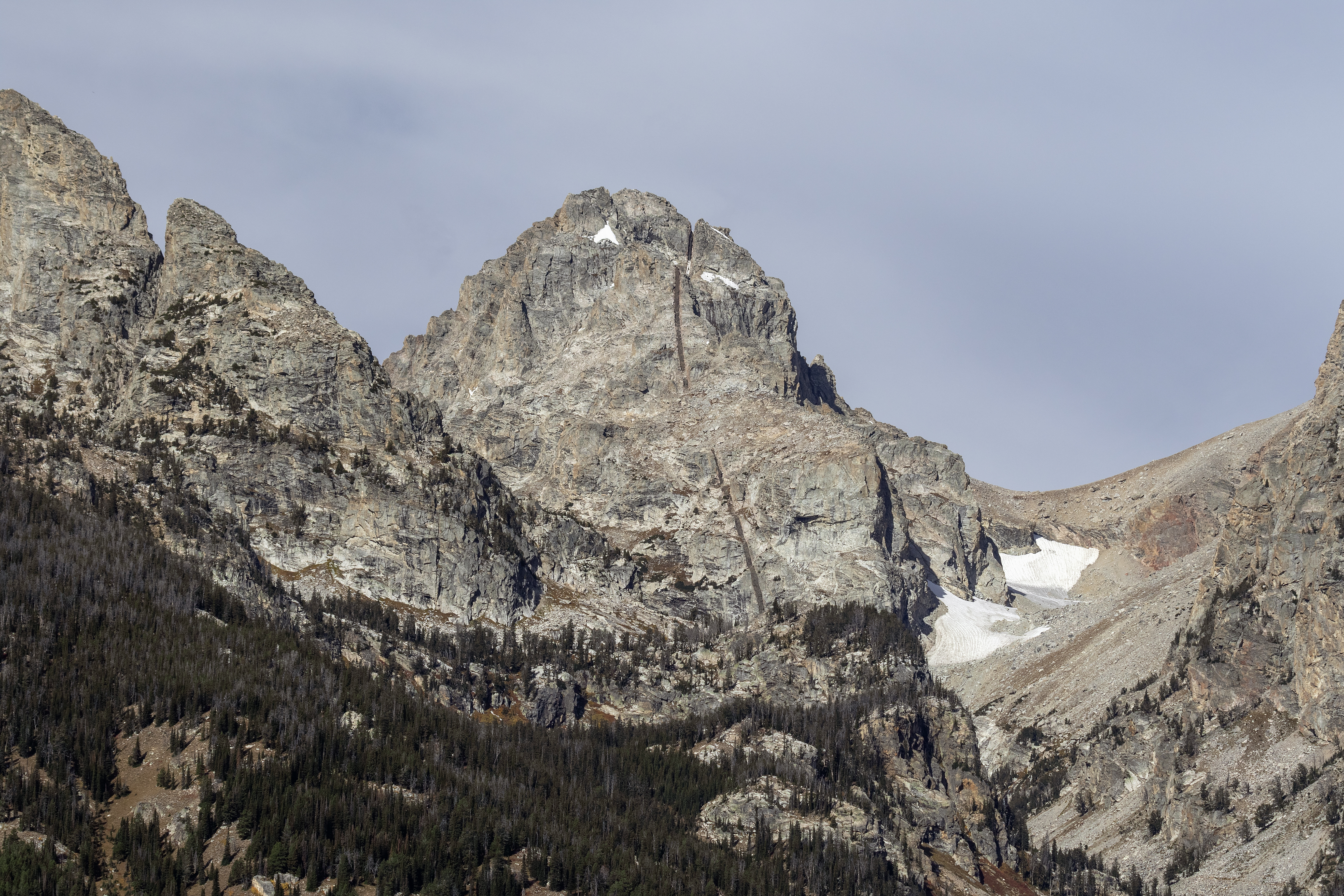
Middle Teton
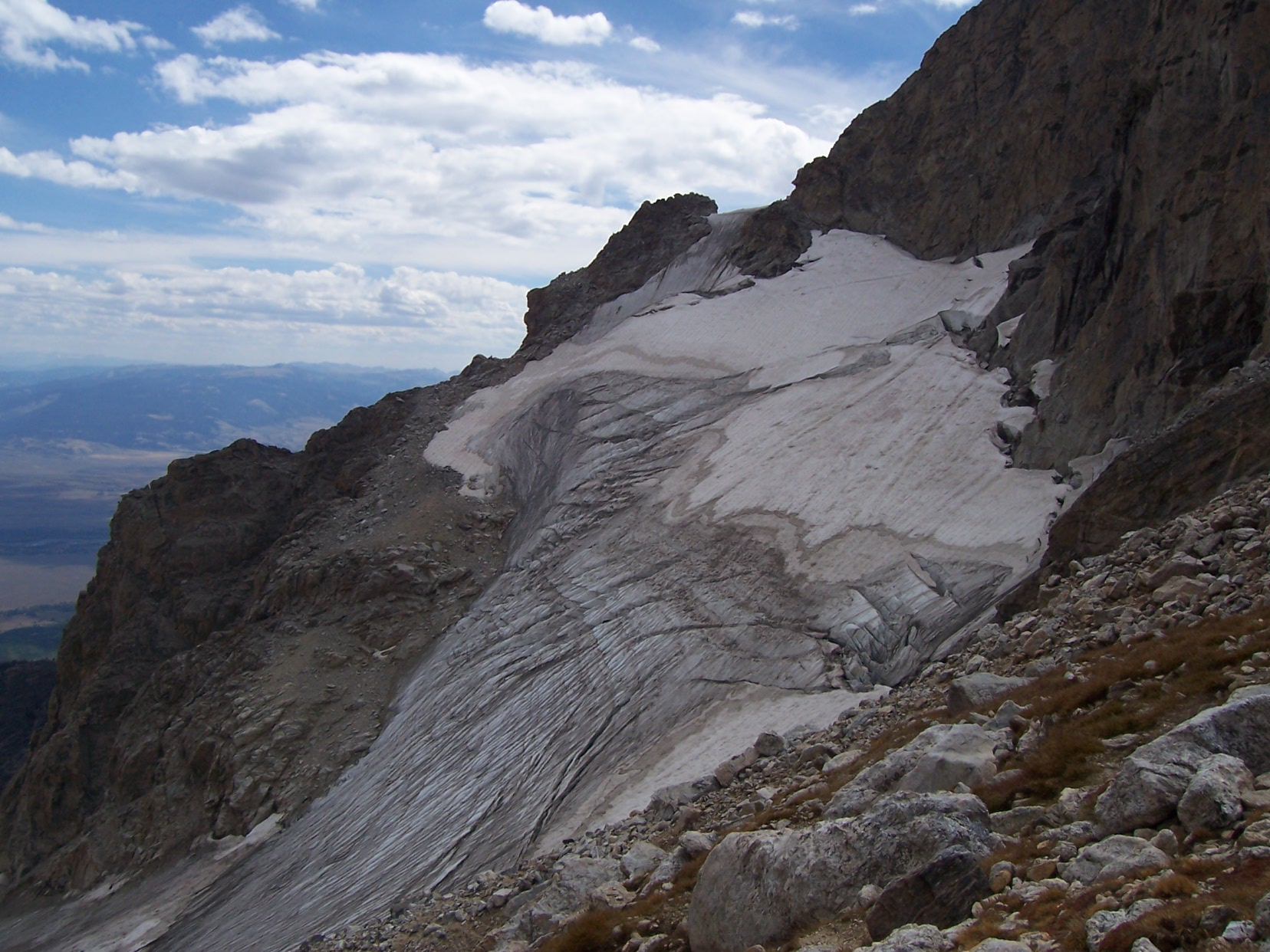
Der Middle Teton Glacier
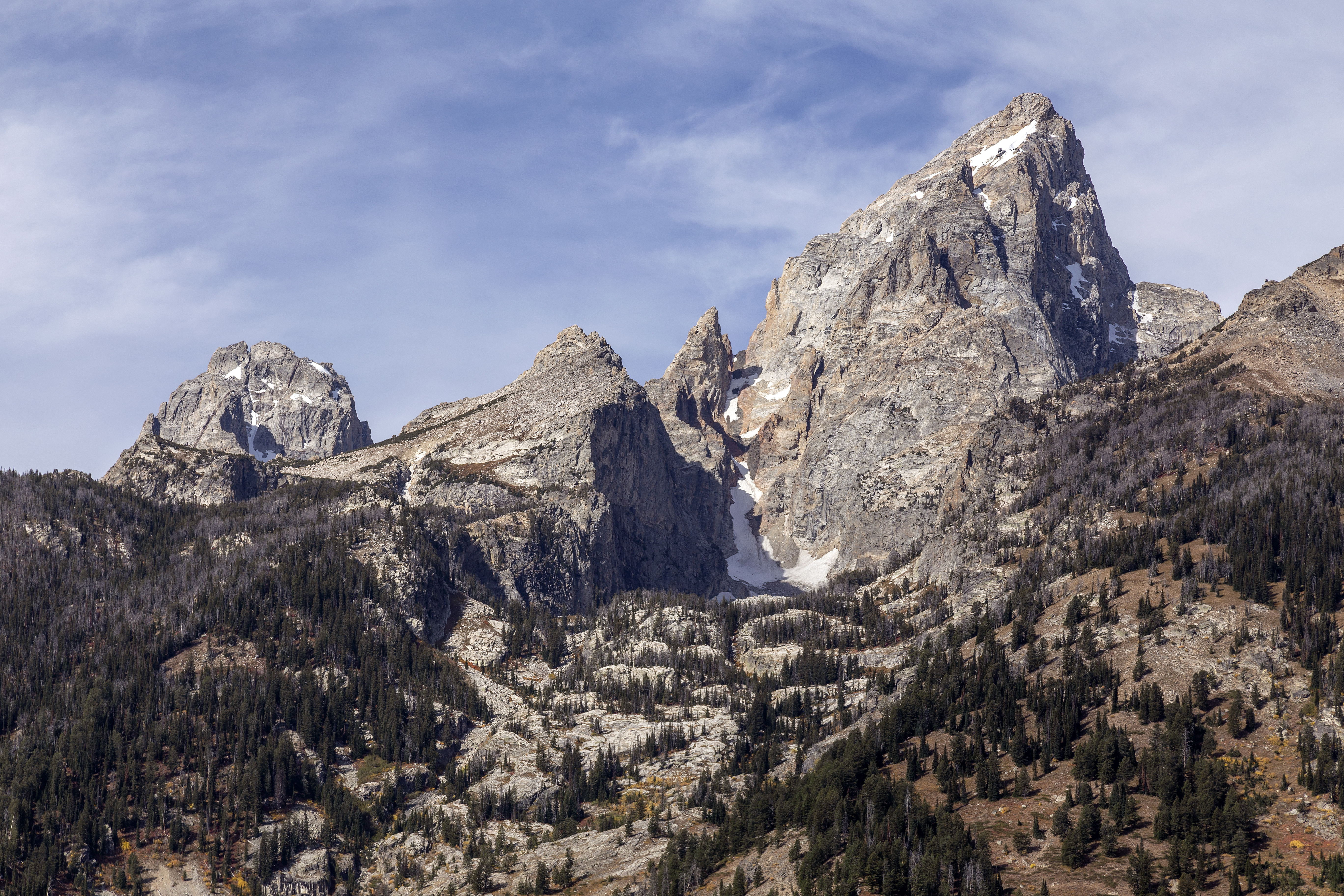
Middle Teton im Hintergrund links. Davor Disappointment Peak, Teepe Pillar und Grand Teton (von links nach rechts)

## Belege
1. ↑  Peakbagger: Middle Teton. Abgerufen am 26. März 2021.
2. ↑  Geonames: Middle Teton. Abgerufen am 26. März 2021.
3. ↑  Naturalatlas: Middle Teton. Abgerufen am 26. März 2021 (englisch).
4. ↑  Jackson, Reynold G: "Chapter 16: Park of the Matterhorns". A Place Called Jackson Hole. Hrsg.: National Park Service.
5. ↑  Summitpost: Middle Teton : Climbing, Hiking & Mountaineering. Abgerufen am 26. März 2021.
6. ↑  Ortenburger, Leigh (1996): A Climber's Guide to the Teton Range. Hrsg.: The Mountaineers Books. Seattle, ISBN 978-1-59485-433-0, S. 140, 145.